# Emergens

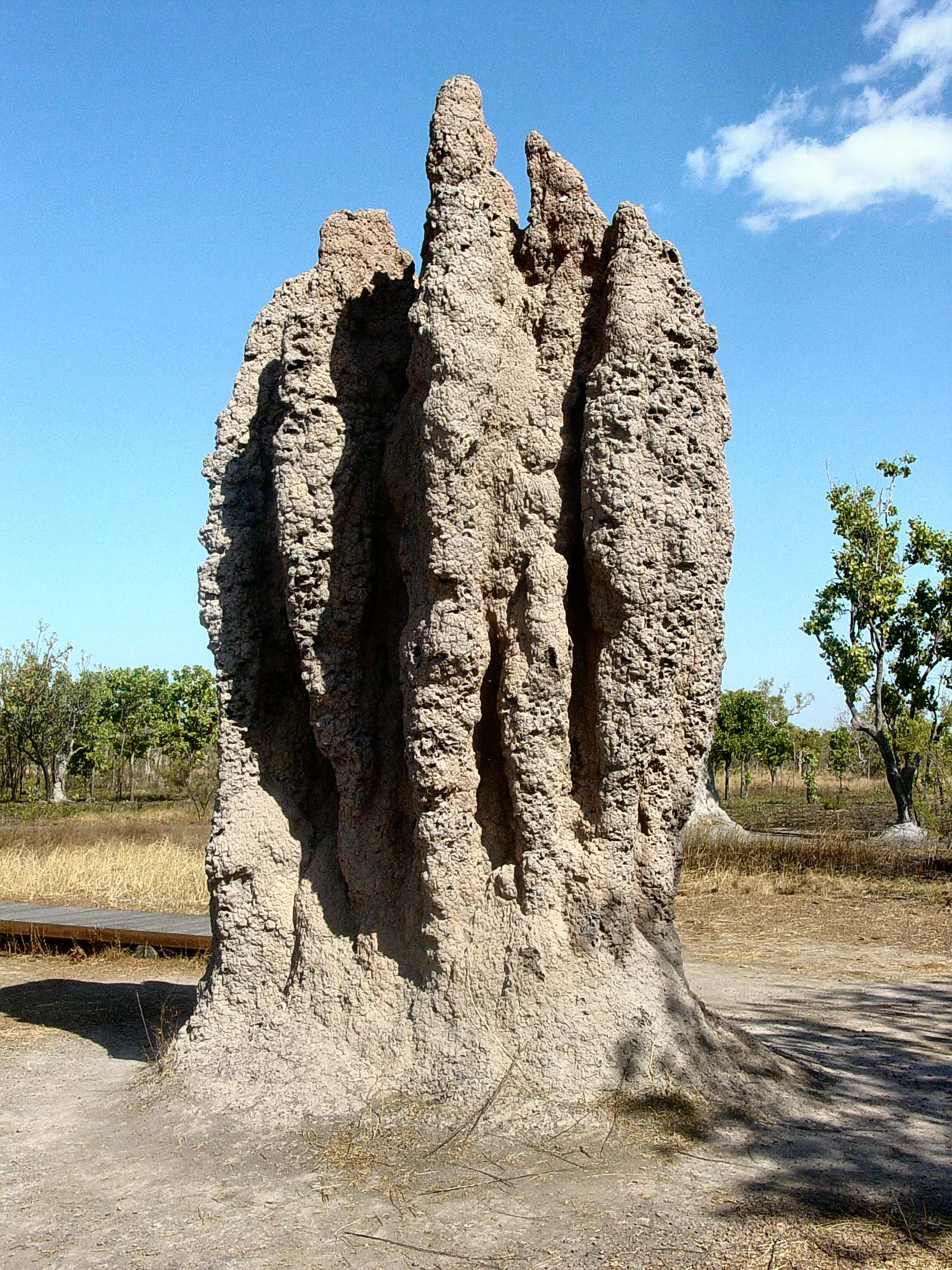
En "katedral" byggd av en koloni termiter: ett klassiskt exempel på emergens.

Emergens är sådana processer där ett komplext mönster formas utifrån samspel mellan enkla strukturer eller beteenden.
Ofta kan ett system som är mycket enkelt på mikroskopisk nivå resultera i stor komplexitet på makroskopisk nivå, och man säger då att makroegenskaperna emergerar från mikroegenskaperna. Ett exempel är en finansiell marknad, där enskilda aktörers beslut och handlingar via väldefinierade handlingsmönster resulterar i en icke-trivial och oförutsägbar priskurva. Andra områden där emergens har stor betydelse är inom fysikaliska och biologiska system.

## Definitioner
Konceptet har använts sedan åtminstone Aristoteles tid. John Stuart Mill och Julian Sorell Huxley är bara ett fåtal andra som skrivit om konceptet.
Termen "emergent" myntades av den inom psykologin pionjären G. H. Lewes, han skrev:
"Varje resultant är antingen summan eller differensen mellan de samverkande krafterna; deras summa, när deras riktning är samma -- deras differens, när deras riktningar är motsatta. Vidare, varje resultant är klart spårbar i dess komponenter, eftersom dessa är homogena och mätbara. Det är annorlunda emergenter, när, istället för att addera mätbar rörelse till mätbar rörelse, eller ting av ett slag till andra individer av deras slag, så finns det en samverkan mellan ting av olika slag. Det emergenta är skiljt från dess komponenter i den grad att de är omätbara, och det kan inte minskas till dess summa eller dess differens."(Lewes 1875, s. 412)(Blitz 1992)

## I naturen

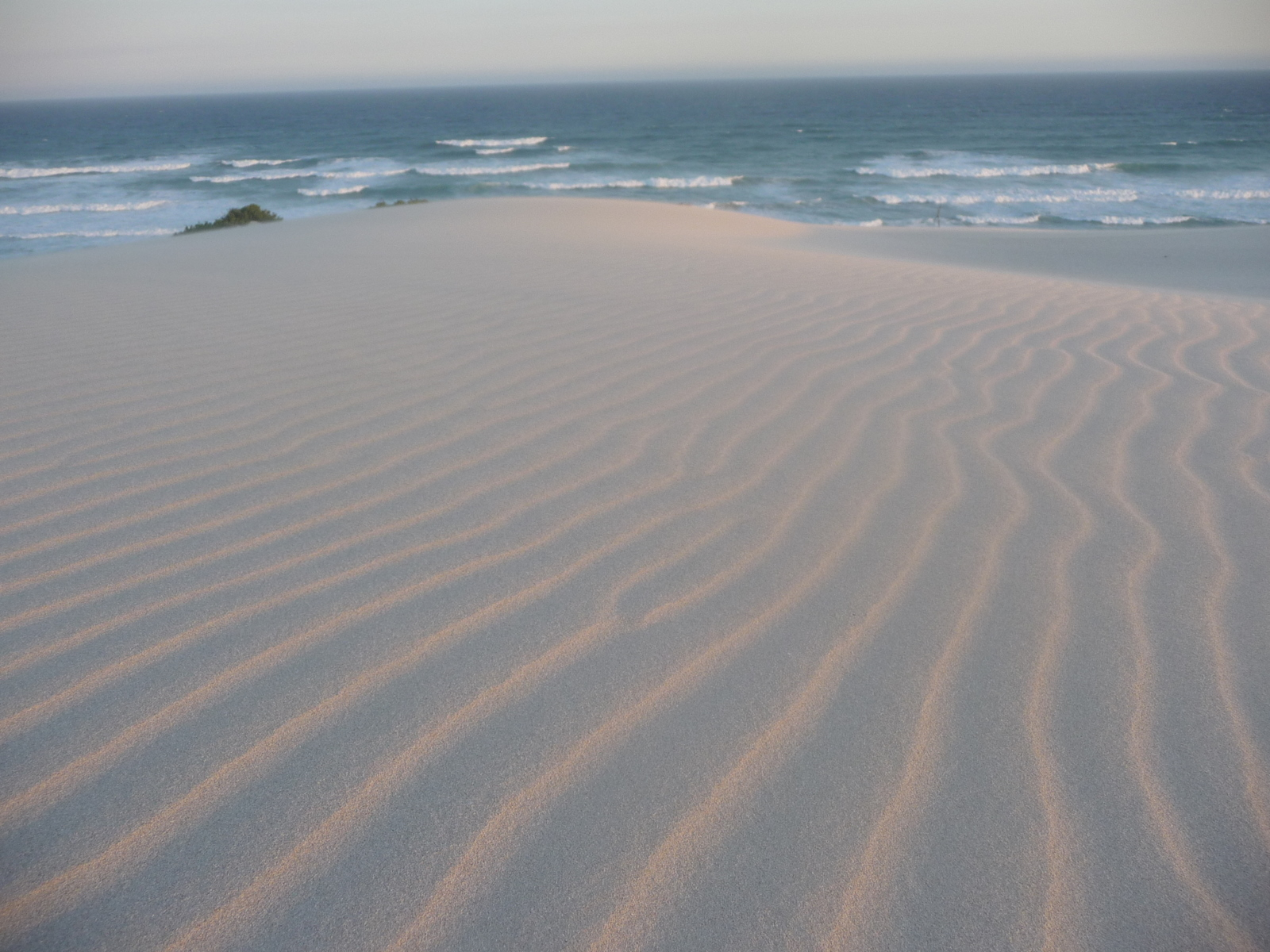
Vågmönster på sanddyner som blivit formade av vind eller vatten är ett emergent mönster som återfinns i naturen.

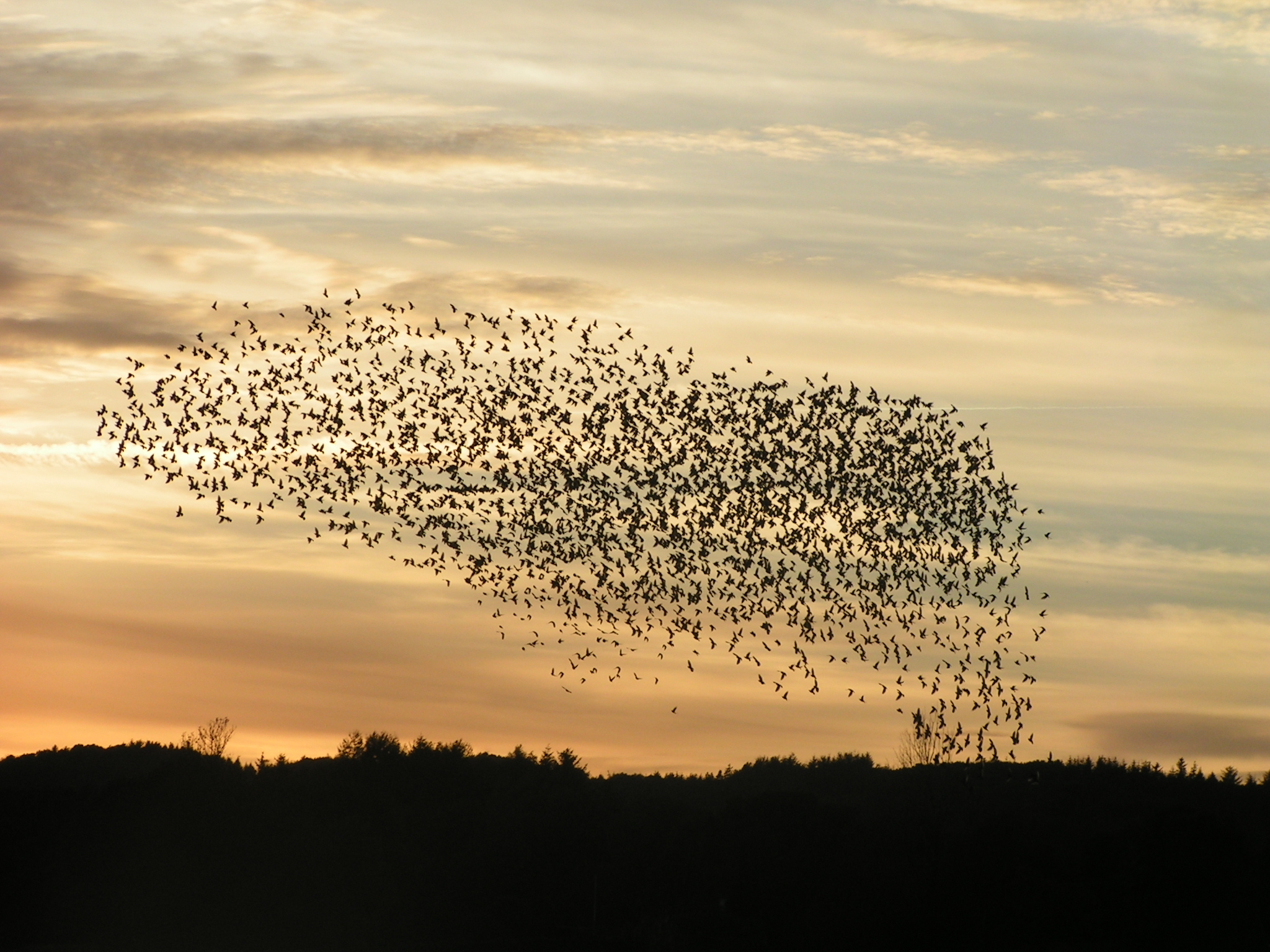
Flockande fåglar, ett exempel på självorganisering inom biologin.

Emergenta strukturer är mönster som inte skapats av en enskild händelse. Inget befaller ett system att forma ett mönster, snarare så skapar interaktionen av flera delar en komplex kedja som leder till en viss ordning. Det kan hävdas att emergenta strukturer är mer än dess kombinerade delar, eftersom en emergent ordning inte uppstår enbart av delarnas blotta existens - interaktionen av delarna är det centrala. Emergenta strukturer kan finnas i många naturligt förekommande fenomen, inom skilda ämnen som fysik och biologi. Till exempel så är formen på väderfenomen som orkaner en emergent struktur.
Det är användbart att skilja mellan tre former av emergenta strukturer. Första ordningen emergenta strukturer inträffar som ett resultat av formande interaktioner (till exempel, vätebindningar i vattenmolekyler leder till ytspänning). Andra ordningen involverar formande interaktioner över tid (till exempel, förändringar i de atmosfäriska förhållandena medan en snöflinga faller mot marken ger den dess form). Till sist, tredje ordningens emergenta strukturer är en följd av interaktion över tid samt ärftliga instruktioner (till exempel, en organisms genetiska kodning begränsar interaktionen i biologiska system i tid och rum).

### Icke-levande, fysiska system
Inom fysik används emergens för att beskriva en egenskap, lag eller fenomen som sker på makronivå (i tid eller rymd) men inte på en mikroskala, trots att ett makrosystem kan ses som en samling av mikroelement. En emergent egenskap behöver inte vara mer komplicerad än de underliggande icke-emergenta egenskaperna som genererar den. Exempelvis är lagarna för termodynamiken väldigt enkla, även om lagarna som reglerar interaktionen mellan delpartiklarna är komplexa. Termen används således inte inom fysik för att uttrycka komplexitet, utan snarare för att skilja mellan lagar och koncept som verkar på makronivåer och de som verkar på mikronivåer.
- Klassisk mekanik: Lagarna för klassisk mekanik kan sägas emergera som ett begränsat fall av kvantmekaniken tillämpat på tillräckligt stora massor. Detta kan verka förbryllande eftersom kvantmekaniken generellt ses som mer komplicerad än den klassiska mekaniken.

### Levande, biologiska system
Ett exempel är myrstackar. Drottningen delar inte ut order eller berättar för myrorna vad de ska göra. Istället reagerar varje myra på stimuli, så som feromoner från larver, andra myror, inkräktare och mat. I sin tur lämnar myran kemiska spår som andra myror reagerar på. Varje myra är en självständig enhet som endast reagerar baserat på dess närmsta omgivning på genetiskt kodat manér. Trots avsaknaden av centrala beslut så uppvisar myrstackar komplext beteende och kan lösa geometriska problem. Till exempel hittar de rutinmässigt det optimala avståndet från stackens ingångar att göra sig av med döda kroppar, samt den kortaste vägen till en matkälla.
Svärmning är ett välkänt beteende som återfinns hos många arter i naturen, från svärmar av gräshoppor till flockar av fåglar.

## Spontan ordning
Spontan ordning är den ordningen som emergerar från individer som agerar av självintresse, utan att medvetet försöka skapa ordning.